# ヴァレリア (武満徹)
『ヴァレリア』（Valeria）は、武満徹が作曲した室内楽曲。1965年に作曲された『ソナント』を改作したものである。タイトルは、ナボコフの小説『ロリータ』の中の登場人物から採られている。

## 概要
1965年11月29日、東京の朝日講堂で行なわれた20世紀音楽研究所主催の「第6回現代音楽祭」で、武満徹はヴァイオリン、チェロ、ギターと2つのバンドネオン、2つのフルートのための「ソナント」を発表した。その後『ソナント』は1969年に現在の『ヴァレリア』へ改題され、同年にレコード「ミニアチュール／武満徹の音楽」のレコーディングに際して書き直された。『ヴァレリア』の初演（録音初演）は同年の9月に行なわれた（初演者は、指揮・若杉弘、野口龍、小泉剛〈以上、ピッコロ〉、植木三郎〈ヴァイオリン〉、服部義夫〈チェロ〉、伊部晴美〈ギター〉、高橋悠治〈電子オルガン〉）。
楽器編成はいずれも同属の楽器ではあるが、2つのバンドネオンは電子オルガン（エレクトリック・オルガンとも）に、2つのフルートは同数のピッコロに取って代わられた。それと共に、細部にわたってかなり書き直しをしたと武満は語っている。

## 楽器編成
ピッコロ2、ヴァイオリン、チェロ、ギター、電子オルガン

## 構成
構造的には4つの部分から成る。
第1部
3つの弦楽器のトリオで始まり、途中から2つのピッコロが加わる。第1部は4つのうちでは最も大きく、さらにいくつかの部分に分けることが可能である。
第2部
「RECITATIVE I」と名付けられ、オルガンのソロで始まる。オルガンとギターの響きから弱音器付きのヴァイオリンによるうたが浮かび上がり、チェロに渡される。
第3部
弦楽器のトリオとオルガンが互いに対立し合いながらも補足的な関係で、激しい音空間をつくる。2つのピッコロもオブリガートとしてこれに加わる。
第4部
「RECITATIVE II」と名付けられ、ここでは第2部とは逆に、うたはチェロからヴァイオリンへと渡される。

## 出版
ウニヴェルザール出版社

## 演奏時間
約7分

### 注
1. ↑  ただし、ナボコフではなくキューブリック監督による映画の方の『ロリータ』を見て、そこからタイトルに使用したらしい[1]。